# جون هربرت
جون هربرت (بالبرتغالية: John Herbert‏) هو منتج أفلام وممثل برازيلي، ولد في 17 مايو 1929 بساو باولو في البرازيل، وتوفي بنفس المكان في 26 يناير 2011 بسبب نفاخ رئوي.

## وصلات خارجية
- جون هربرت على موقع IMDb (الإنجليزية)
- جون هربرت على موقع ألو سيني (الفرنسية)
- جون هربرت على موقع أول موفي (الإنجليزية)
- جون هربرت على موقع قاعدة بيانات الفيلم (الإنجليزية)
- جون هربرت على موقع كينوبويسك (الروسية)